# Richard Ford (écrivain anglais)
Ne doit pas être confondu avec Richard Ford.
Pour les articles homonymes, voir Ford (homonymie).
Richard Ford (1796–1858) est un écrivain voyageur anglais connu pour ses livres sur l'Espagne.

## Biographie
Richard Ford naît en 1796, fils aîné de la fille et héritière de Benjamin Booth (grand collectionneur d'art), qui épousa le parlementaire Sir Richard Ford en 1789. Celui-ci fut pendant de nombreuses années magistrat chef de la police de Londres.
Son fils baptisé aussi Richard est diplômé du Trinity College d'Oxford, en 1817 et est ensuite inscrit au barreau, mais n'exercera jamais. Après son diplôme, il effectue un voyage de formation en Allemagne et en Autriche. Il arrive le 12 octobre 1817 à Vienne et parvient à rencontrer Beethoven, le 28 novembre suivant. Le compositeur reçoit le jeune homme plutôt amicalement, lui fait don d'un portrait de lui-même et lui dédie un petit allegretto pour quartet à cordes en si mineur. Cette petite œuvre est restée longtemps inconnue, avant qu'un autographe de Beethoven ne soit vendu le 8 décembre 1999 par Sotheby's à Londres suscitant la surprise et l'émerveillement des spécialistes. La partition est aujourd'hui conservée à la Bibliotheca Bodmeriana de Cologny.
Richard Ford passe plus tard quatre ans à voyager en Espagne à la suite de quoi il publie en 1845 son guide A Handbook for Travellers in Spain, en deux volumes. La seconde édition de 1847 paraît en deux volumes et le reste des informations est publié dans son ouvrage Gatherings from Spain (1846). Ford a également publié des articles d'importance dans différents journaux à propos de l'art espagnol, notamment dans le Quarterly Review. Il est l'auteur de lettres de presse sur différentes œuvres, comme Tauromachia (1852) (La Tauromachie) de Lake Price.
En 1855, Richard Ford publie Andalucia, Ronda and Granada, Murcia, Valencia, and Catalonia; the portions best suited for the invalid.

## Famille
Richard Ford épouse en 1824 Harriet Capel, fille du  duc d'Essex, qui était, comme Lord Malden, un ami proche de son père. Harriet Ford meurt en 1837, laissant deux filles et un fils. En 1837, Richard Ford se fiance avec Eliza Cranstoun, sœur de Lord Cranstoun; le mariage est célébré le 28 février 1838. Les époux ont un enfant unique, Margaret Meta Ford, qui naît en october 1840. Elle épouse plus tard Oswald John Frederick Crawfurd, et meurt en 1899. Eliza Ford meurt le janvier 1849. Pendant l'été 1851, Richard Ford se marie en troisièmes noces avec Mary Molesworth (1816–1910), fille de Sir Arscott Ourry Molesworth (1789–1823). Richard Ford à la fin de sa vie souffre de la maladie de Bright et meurt à Heavitree (aujourd'hui quartier d'Exeter) le 31 août 1858. Il laisse une belle collection de peintures à sa veuve.
Richard Ford était le père de Sir Francis Clare Ford de son premier mariage et l'oncle du côté maternel de Cecilia Betham, une archère irlandaise.

### Source
- (en) Cet article est partiellement ou en totalité issu de l’article de Wikipédia en anglais intitulé « Richard Ford (writer) » (voir la liste des auteurs).